# Nuanchitang (köpinghuvudort i Kina, Liaoning Sheng, lat 41,03, long 120,66)
Nuanchitang (kinesiska: 暖池塘, 暖池塘镇) är en köpinghuvudort i Kina. Den ligger i provinsen Liaoning, i den nordöstra delen av landet, omkring 240 kilometer väster om provinshuvudstaden Shenyang. Antalet invånare är 19 310. Befolkningen består av 9 596 kvinnor och 9 714 män. Barn under 15 år utgör 17,0 %, vuxna 15-64 år 72 %, och äldre över 65 år 9,0 %.
Runt Nuanchitang är det tätbefolkat, med 427 invånare per kvadratkilometer. Närmaste större samhälle är Nanpiao, 10,5 km nordost om Nuanchitang. Trakten runt Nuanchitang består till största delen av jordbruksmark.
Genomsnittlig årsnederbörd är 723 millimeter. Den regnigaste månaden är juli, med i genomsnitt 177 mm nederbörd, och den torraste är februari, med 4 mm nederbörd.